# Thorns (album)
Thorns - debiutancki album norweskiej grupy muzycznej Thorns. Wydawnictwo ukazało się w 2001 roku nakładem należącej do Sigurda "Satyra" Wongravena wytwórni muzycznej Moonfog Productions pod numerem katalogowym FOG026. Album został zrealizowany z gościnnym udziałem Wongravena, Aldrahna znanego z grupy Dødheimsgard oraz perkusisty Hellhammera z grupy Mayhem.

## Lista utworów
Opracowano na podstawie materiału źródłowego.
1. "Existence" (muzyka: Snorre W. Ruch, słowa: Snorre W. Ruch) – 4:11
2. "World Playground Deceit" (muzyka: Snorre W. Ruch, słowa: Sigurd Wongraven) – 7:07
3. "Shifting Channels" (muzyka: Snorre W. Ruch, słowa: Bjørn Dencker) – 6:16
4. "Stellar Master Elite" (muzyka: Snorre W. Ruch, słowa: Snorre W. Ruch) – 3:52
5. "Underneath the Universe, Part 1" (muzyka: Snorre W. Ruch, słowa: Bjørn Dencker) – 7:47
6. "Underneath the Universe, Part 2" (muzyka: Snorre W. Ruch, słowa: Bjørn Dencker) – 7:29
7. "Interface To God" (muzyka: Snorre W. Ruch, słowa: Snorre W. Ruch) – 4:35
8. "Vortex" (muzyka: Snorre W. Ruch, słowa: Snorre W. Ruch) – 6:45

## Twórcy
Opracowano na podstawie materiału źródłowego.
- Bjørn "Aldrahn" Dencker - śpiew (utwory: 1, 3, 5, 6)
- Sigurd "Satyr" Wongraven - śpiew (utwory: 2, 4, 7), produkcja, mastering, miksowanie, koncepcja oprawy graficznej
- Snorre W. Ruch - gitara, gitara basowa, instrumenty klawiszowe, programowanie, śpiew (utwór 8), produkcja, mastering, miksowanie, koncepcja oprawy graficznej
- Jan Axel "Hellhammer" Blomberg - perkusja
- Mike Hartung - inżynieria dźwięku, mastering, miksowanie
- Hal Bodin - oprawa graficzna
- Morten Lund - mastering
- Tania Stene - zdjęcia